# Minca
Minca je žensko osebno ime.

## Izvor imena
Ime Minca je ljubkovalna različica ženskega osebnega imena Mina.

## Pogostost imena
Po podatkih Statističnega urada Republike Slovenije je bilo na dan 31. decembra 2007 v Sloveniji število ženskih oseb z imenom Minca: 23.

## Osebni praznik
Osebe z imenom Minca godujejo takrat kot osebe z imenom Mina.